# Achanthiptera rohrelliformis
Achanthiptera rohrelliformis är en tvåvingeart som först beskrevs av Jean-Baptiste Robineau-Desvoidy 1830.
Achanthiptera rohrelliformis ingår i släktet Achanthiptera och familjen husflugor. Arten är reproducerande i Sverige.